# Chiesa di San Maclovio
La chiesa di San Maclovio (in francese église Saint-Maclou) è un luogo di culto cattolico, e uno dei principali monumenti della città francese di Rouen, in Normandia.
Costruito in stile gotico-fiammeggiante tra 1437 e 1517 è classificata come monumento storico dal 1840.

## Storia

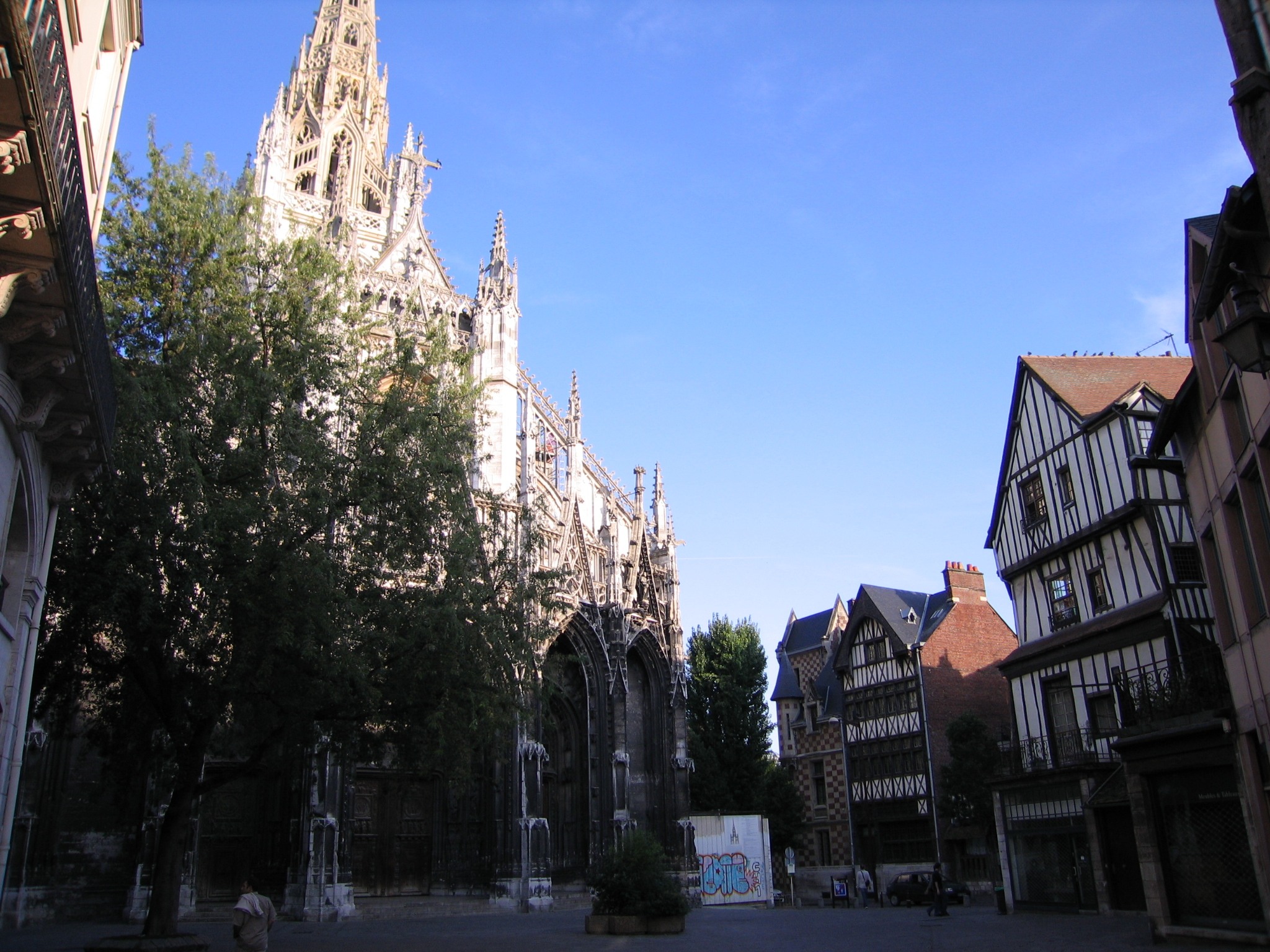
Veduta con piazza antistante

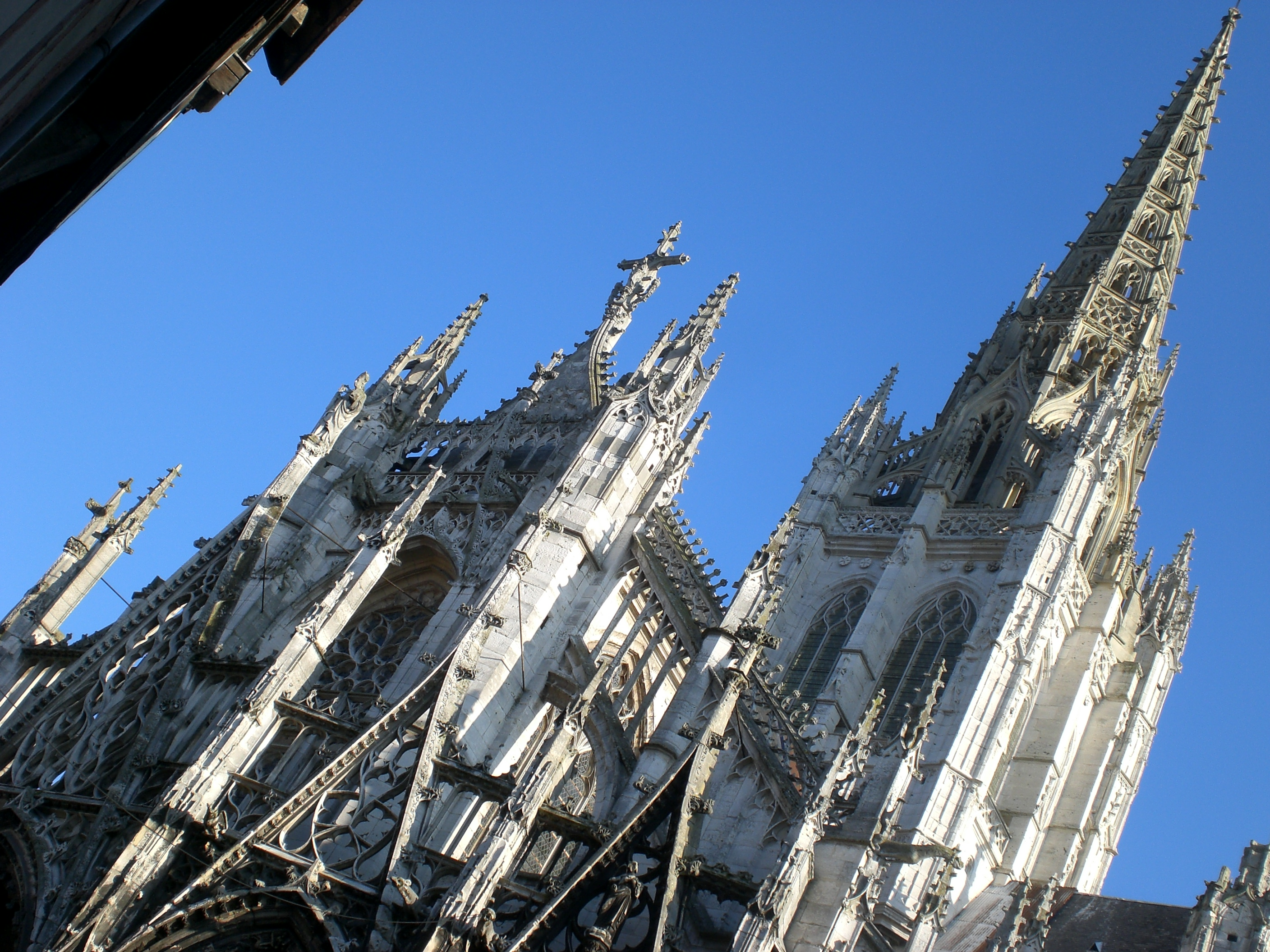
Veduta della facciata con la torre nolare

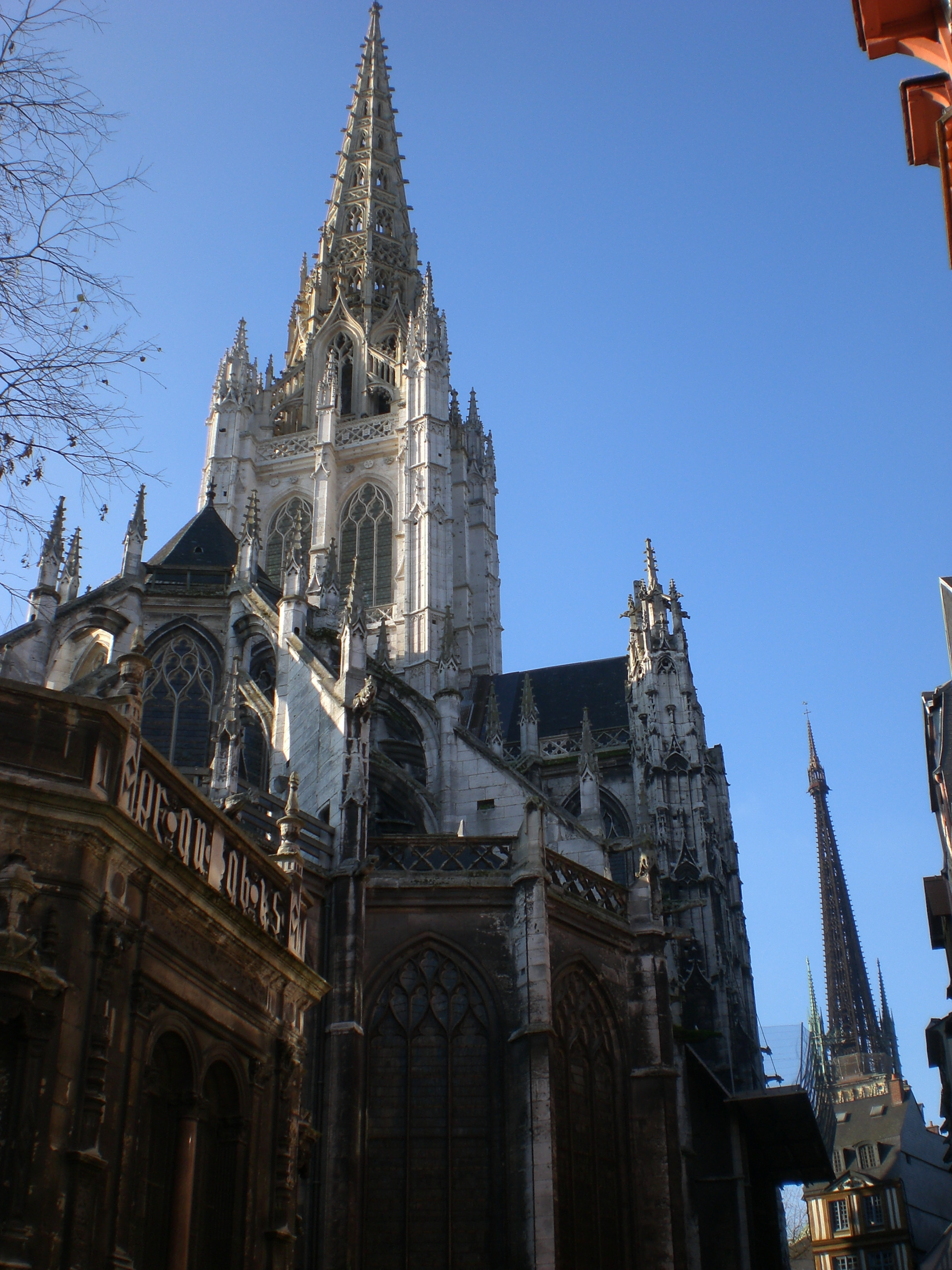
Veduta dell'abside con la torre della cattedrale sullo sfondo

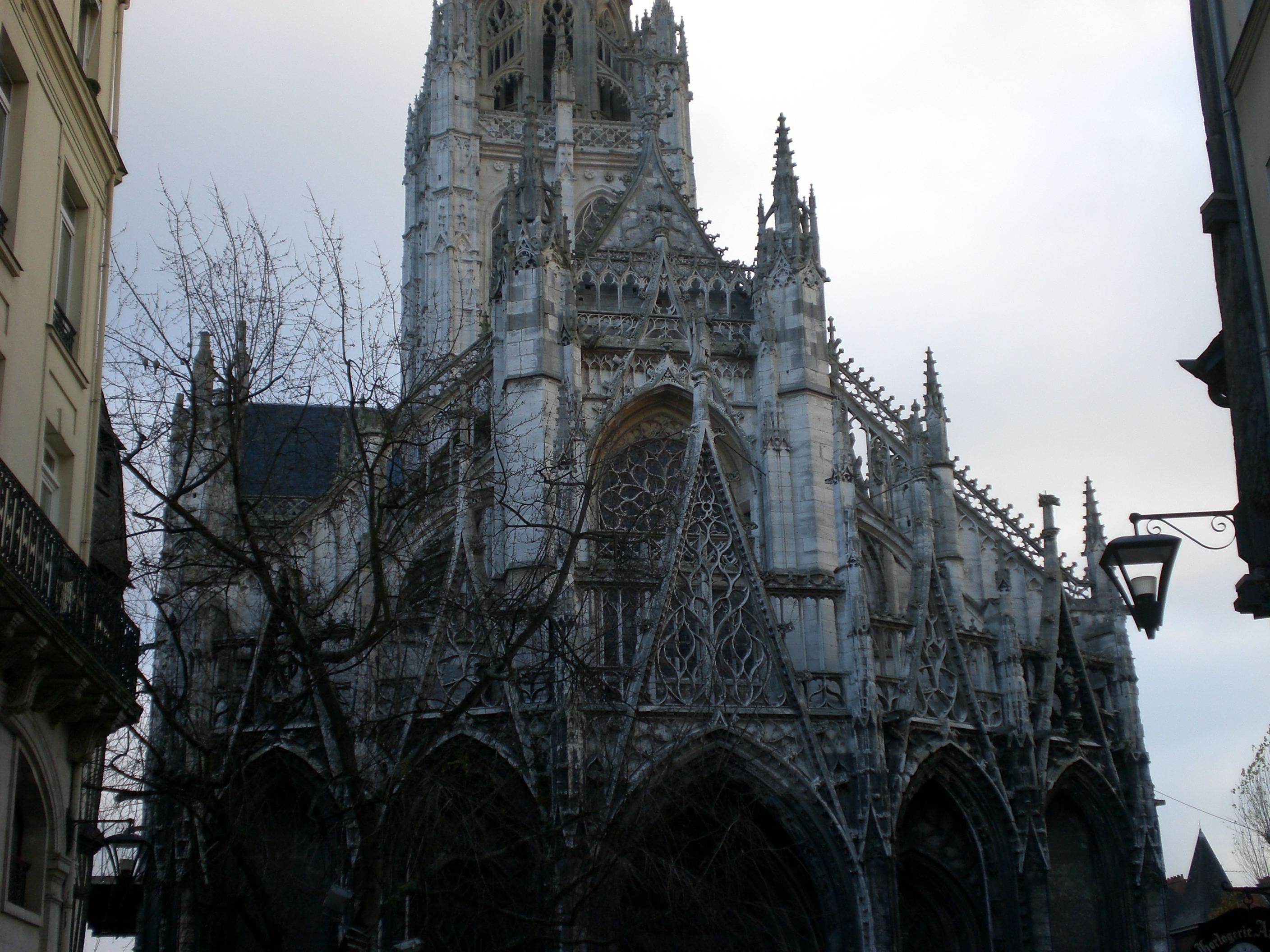
Il prezioso portico gotico-fiammeggiante di Ambroise Harel sulla facciata

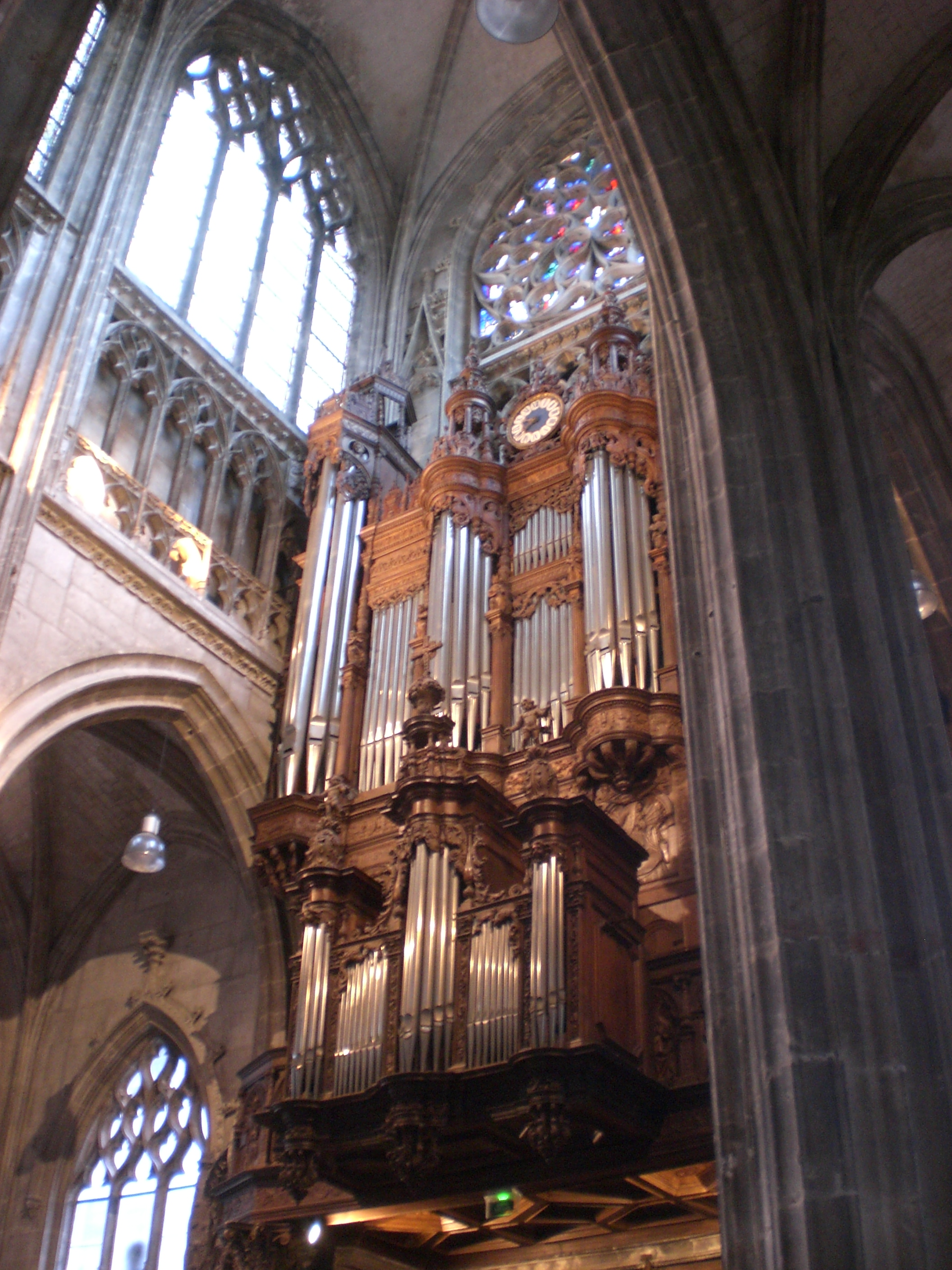
L'organo rinascimentale

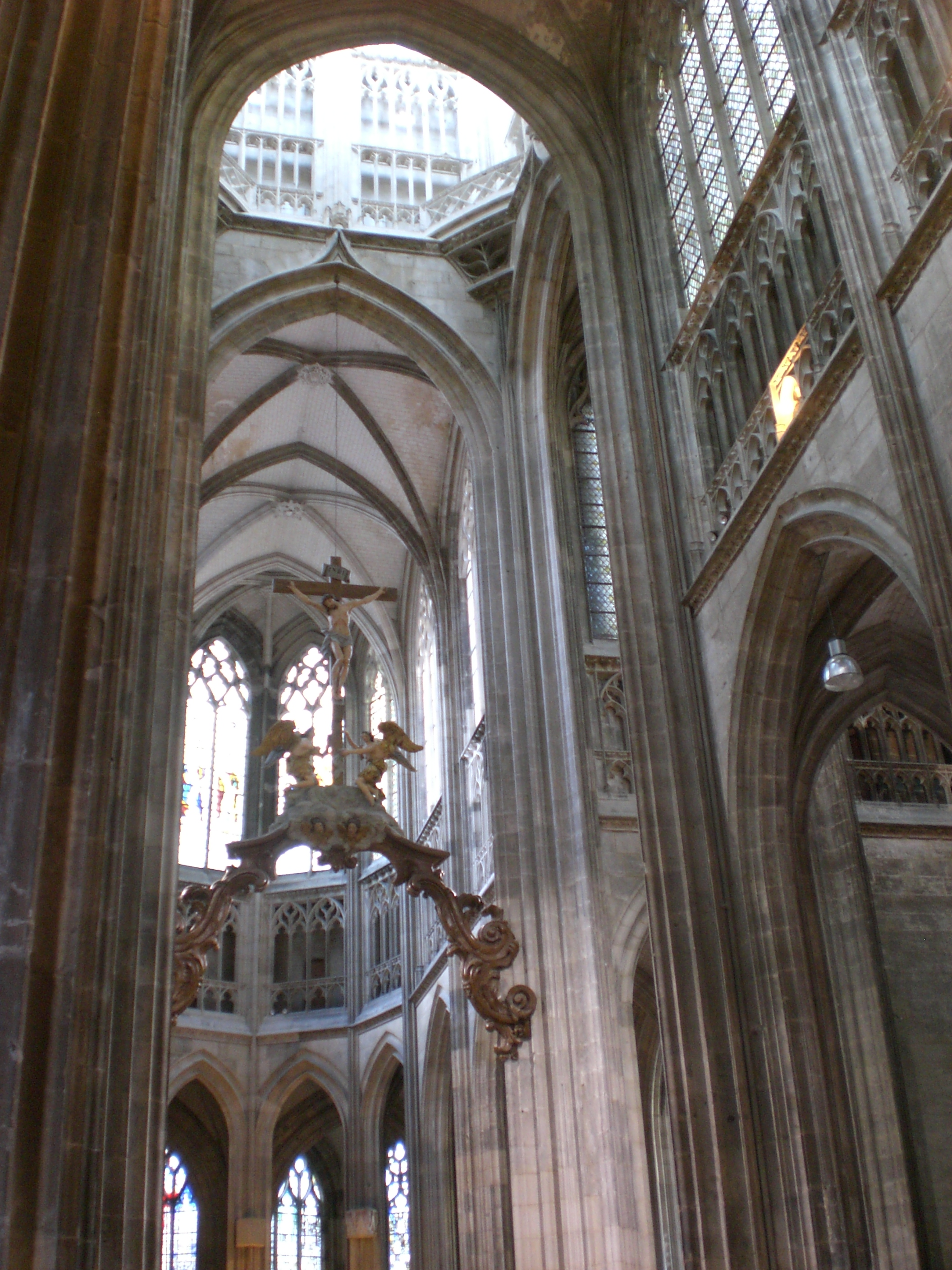
Veduta dell'interno

La chiesa, dedicata a san Maclovio, era all'origine una semplice cappella situata fuori le mura. Divenuta parrocchiale, venne distrutta e riedificata fra il 1203 e il 1210. Infine venne di nuovo ricostruita a partire dal 1436 dall'architetto Pierre Robin che progettò l'edificio odierno. Si susseguirono Oudin de Mantes, Simon Le Noir (verso il 1447) e Ambroise Harel, che fra il 1477 e il 1500 costruì il portico della facciata e cominciò la torre nolare. Poi fu la volta di Pierre Gringoire, che terminò la torre e realizzò la scala interna. Verso il 1517 Martin Desperrois eresse una complicata guglia lignea rivestita in piombo a coronamento della torre nolare.
La chiesa di San Maclovio, gioiello dell'architettura gotica secondo la sua variante dello stile fiammeggiante, poté dirsi completata e nel 1521 venne consacrata ufficialmente dal cardinale Georges II d'Amboise, arcivescovo di Rouen.
Nel XVIII secolo iniziò una nuova campagna di lavori, che vide la demolizione della guglia della torre verso il 1735 e un nuovo sontuoso paramento ligneo decorativo barocco per il coro, disegnato da Charles III Thibault tra il 1775 e il 1782. 
Con la Rivoluzione francese l'edificio venne chiuso al culto nel 1793, e fu riaperto nel 1802.
Nel 1840 venne dichiarata Monumento storico di Francia e si provvide a un generale restauro. L'architetto Jacques-Eugène Barthélémy costruì, fra il 1868 e il 1871, una nuova guglia neogotica per la torre nolare, in pietra, alta 83 metri. Nell'ultimo quarto del secolo si demolirono anche le antiche botteghe cinquecentesche che si addossavano alla chiesa.
Durante la seconda guerra mondiale la chiesa venne colpita da due bombe nel giugno del 1944 che distrussero le volte del deambulatorio e del coro, gran parte delle vetrate e la fastosa decorazione lignea barocca che rivestiva il coro. La torre nolare minacciava di crollare. Dopo la guerra si iniziarono i grandi restauri che restituirono parzialmente la chiesa al culto nel 1965. Nel 2000 venne restaurato il coro e la torre nolare venne di nuovo inaugurata il 23 giugno 2007. Un altro cantiere fu iniziato nel settembre 2011 per il restauro di tutte le coperture e delle facciate.

## Architettura
L'edificio è caratterizzato da una fastosa facciata aperta da un rosone, sulla quale si appoggia un portico convesso semicircolare su cinque arcate ogivali dalle alte e traforate ghimberghe. Sotto al portico si aprono tre ricchi portali, due dei quali dotati da porte lignee dai battenti rinascimentali, del 1540-1452, finemente scolpiti da Jean Goujon. Il portale principale presenta scene della Resurrezione e un Giudizio universale nel timpano, quella nord la pericope del Buon Pastore.
La chiesa è a pianta a croce latina con transetto e coro a deambulatorio, presenta un corto piedicroce sorretto da possenti archi rampanti traforati, fra i quali si impostano le cappelle laterali. Sulla crociera si erge, secondo la tipica tradizione normanna, la torre nolare, sormontata dalla guglia neogotica.
L'interno, diviso in tre navate da pilastri a fascio ha la caratteristica di impostare la prospettiva dell'asse centrale del coro su un pilastro anziché su un'arcata. Le strutture murarie sono ridotte al minimo per lasciare le aperture ai grandi finestroni gotici.
Della mirabile decorazione lignea barocca che rivestiva il coro, resta solo la grande Trave della Gloria del XVIII secolo, che lo separa dalla navata.
In controfacciata si conserva un prezioso organo rinascimentale dalla qualità del suono rimarcabile. La cassa lignea è opera di Nicolas Castille. La ricca tribuna venne realizzata nel 1521; è sorretta due colonne dai capitelli scolpiti dal celebre scultore Jean Goujon. A sinistra s'imposta una splendida scala a spirale gotico-fiammeggiante, opera realizzata fra il 1518 e il 1520 da Pierre Gringoire.
Sul lato sud del coro è la sacrestia, costruita da Guillaume Rybert nel 1535 e rifatta in stile neo-rinascimentale, le colonne in marmo sono autentiche e provengono dall'Italia.

### Le vetrate
Le vetrate della chiesa di San Maclovio rappresentano l'unico esempio cittadino di una vetreria interamente progettata e realizzata nella seconda metà del XV secolo.
Smontate nel 1918 e nel 1940 per proteggerle durante le guerre mondiali, le antiche finestre sono scampate alla distruzione. Dal 1975 al 1985 sono state sottoposte a un'opera di restauro condotta dal mastro vetraio Le Chevallier. Finestre moderne hanno rimpiazzato le vetrate disperse, tuttavia altre vetrate sono in attesa di essere rimontate a causa dei lavori di restauro.
Di particolare rilievo sono quelle sopra i portali laterali della controfacciata. In quello nord è l'Albero di Jesse del XV secolo, ove Jesse è rappresentato seduto secondo un'abitudine nata nelle Fiandre; e in quello sud una Crocifissione.